# توجيهات الاتحاد الأوروبي الخاصة بالتفاوض بشأن بريكست
توجيهات الاتحاد الأوروبي الخاصة بالتفاوض بشأن بريكست تتفاوض بشأن التوجيهات التي تمت الموافقة عليها في 22 مايو 2017 وتعطي السلطة لمجلس الاتحاد الأوروبي للتفاوض مع المملكة المتحدة بشأن خروج المملكة المتحدة من الاتحاد الأوروبي. تمت إضافة توجيهات تكميلية في 20 ديسمبر 2017 بناءً على المفاوضات حتى ذلك التاريخ.

## خلفية
قدمت المملكة المتحدة إشعارًا بموجب المادة 50 بشأن نيتها الانسحاب في 29 مارس 2017، لبدء عملية خروج بريطانيا من الاتحاد الأوروبي.
بعد الموافقة بالإجماع في 29 أبريل من قبل قادة الاتحاد الأوروبي السبعة والعشرين (أي جميع الدول باستثناء المملكة المتحدة) على إرشادات المجلس الأوروبي التي حددت مبادئ مفاوضات خروج بريطانيا من الاتحاد الأوروبي، يجب أن تتم الموافقة على توجيهات التفاوض من قبل الاتحاد الأوروبي السابع والعشرين.
في 22 مايو 2017 مع الأغلبية المطلوبة 72٪ من دول الاتحاد الأوروبي السبعة والعشرين (أي 20 دولة تمثل 65٪ من سكان الاتحاد الأوروبي 27)، تمت الموافقة على توجيهات التفاوض. أعطى ذلك سلطة لفريق التفاوض في الاتحاد الأوروبي للتفاوض مع المملكة المتحدة وفقًا للإرشادات والتوجيهات.

## توجيهات التفاوض مايو 2017
ترد أدناه المقالات الرئيسية في توجيهات التفاوض. تشير الأرقام إلى التفاوض على فقرات وثيقة التوجيه.

### الأهداف
- التفاوض وإبرام اتفاقية الانسحاب مع المملكة المتحدة.
- الانسحاب المنظم للمملكة المتحدة من الاتحاد الأوروبي ومن الجماعة الأوروبية للطاقة الذرية.

### الطبيعة والنطاق
- يتوقف تطبيق قانون الاتحاد الأوروبي على المملكة المتحدة في تاريخ سريان اتفاقية الانسحاب. تنطبق أيضًا على دول وأقاليم ما وراء البحار البريطانية.
- تاريخ الانسحاب هو 30 مارس 2019 أو أي تاريخ آخر يتفق عليه الجانبان.

### الغرض ونطاق التوجيهات
- نهج من مرحلتين: الأول توضيح مواقف المواطنين والشركات وأصحاب المصلحة والشركاء الدوليين من تأثير خروج بريطانيا من الاتحاد الأوروبي، والثاني فصل تفكيك المملكة المتحدة وحقوق والتزامات المملكة المتحدة من التزاماتها تجاه الاتحاد الأوروبي.
- تغطي هذه التوجيهات سوى المرحلة الأولى من خروج بريطانيا من الاتحاد الأوروبي، الانسحاب سيتم إصدار توجيهات إضافية.
- الأولوية الأولى هي وضع وحقوق مواطني الاتحاد الأوروبي الـ27 في المملكة المتحدة والمواطنين البريطانيين في الاتحاد الأوروبي السابعة والعشرين، بما في ذلك الضمانات الفعالة والقابلة للتنفيذ وغير التمييزية والشاملة لحقوق هؤلاء المواطنين.
- اتفاق مبدئي لتسوية الالتزامات المالية.
- قضايا التعاون القضائي في الشؤون المدنية والتجارية والجنائية وإجراءات التعاون الإداري وإنفاذ القانون.
- لا ينبغي أن يقوض أي شيء في الاتفاقية الأهداف والالتزامات المنصوص عليها في اتفاقية الجمعة العظيمة. يجب أن تتجنب المفاوضات إنشاء حدود صلبة في جزيرة أيرلندا. سيستمر المواطنون الأيرلنديون المقيمون في أيرلندا الشمالية في التمتع بحقوقهم كمواطنين في الاتحاد الأوروبي. لا ينبغي أن تتأثر البضائع التي تمر عبر المملكة المتحدة.
- الاعتراف بمناطق القاعدة السيادية البريطانية في قبرص.
- حماية مصالح الاتحاد الأوروبي في المملكة المتحدة.
- ترتيبات الحوكمة والتنفيذ والمنازعات الخاصة بهذه الاتفاقية.
- نهج مشترك محتمل تجاه شركاء الدول الثالثة والمنظمات والاتفاقيات الدولية التي تلزم المملكة المتحدة حاليًا.
- عندما يتم تحقيق تقدم كاف في ما ورد أعلاه، سيتم إصدار مجموعة ثانية من توجيهات التفاوض. يجب تحديد الترتيبات الانتقالية (إن وجدت) بوضوح، ومحدودة الوقت، وخاضعة لآليات إنفاذ فعالة.

### حقوق المواطن
- حماية الوضع والحقوق المستمدة من قانون الاتحاد الأوروبي للمواطنين في تاريخ الانسحاب وتلك الحقوق المستقبلية مثل المعاشات التقاعدية. المساواة في المعاملة بين مواطني الاتحاد الأوروبي الـ27 والمواطنين البريطانيين مدى الحياة.
- تشمل الحقوق: الإقامة وحرية التنقل وأنظمة الضمان الاجتماعي والحق في العمل والعمل الحر والمؤهلات المهنية المعترف بها.

### التسوية المالية
- تسوية واحدة تشمل: قضايا الإطار المالي متعدد السنوات (الميزانية السنوية للاتحاد الأوروبي)، بنك الاستثمار الأوروبي، صندوق التنمية الأوروبي، والبنك المركزي الأوروبي.
- استنادًا إلى المبدأ القائل بأن المملكة المتحدة يجب أن تفي بنصيبها من جميع الالتزامات التي تم التعهد بها أثناء وجود عضو في الاتحاد، بما في ذلك المعاشات التقاعدية والالتزامات الطارئة، ويجب على المملكة المتحدة دفع التكاليف المحددة المتعلقة بنقل الوكالات أو هيئات الاتحاد الأخرى المدفوعة باليورو في تواريخ للتخفيف من الأثر المالي على دول الاتحاد الأوروبي الـ27.
- التزامات الاتحاد الأوروبي تجاه المستفيدين البريطانيين بعد تاريخ الانسحاب والقواعد المتعلقة بالالتزامات الطارئة.

### وضع البضائع في السوق
- أي سلعة يتم وضعها بشكل قانوني في السوق الموحدة تظل قانونية وقابلة للاستخدام.
- استمرار التعاون القضائي في الشؤون المدنية والتجارية والجزائية بعد الانسحاب حتى حل المسألة. الاعتراف بالقرارات القضائية الوطنية وتنفيذها منذ ما قبل الانسحاب لتبقى محكومة بقانون الاتحاد الأوروبي ذي الصلة. استمرار اختيار المنتدى وخيارات القانون التي تمت قبل تاريخ الانسحاب.
- التعاون الإداري وإنفاذ القانون مستمر ولكي يستمروا بموجب قانون الاتحاد الأوروبي.
- في انتظار استمرار الإجراءات القضائية مع محكمة العدل التابعة للاتحاد الأوروبي، وكذلك الإجراءات المتخذة قبل تاريخ الانسحاب والمحاكم البريطانية لإحالة المسائل إلى محكمة العدل التابعة للاتحاد الأوروبي. استمرار قابلية إنفاذ قرارات محاكم الاتحاد الأوروبي.

### مسائل إدارية أخرى
- حماية ممتلكات وأموال وأصول وعمليات الاتحاد الأوروبي ومؤسساته وموظفيها وأسرهم.
- إعادة المواد الانشطارية (النووية) في المملكة المتحدة إلى الاتحاد الأوروبي 27.

### حوكمة الاتفاق
- يتم إنشاء الهيكل المؤسسي لإنفاذ الالتزامات الواردة في الاتفاقية.
- ترتيبات للتعامل مع المواقف غير المتوقعة.
- أحكام تسوية المنازعات.
- الحفاظ على اختصاص محكمة العدل التابعة للاتحاد الأوروبي.

### الترتيبات الإجرائية
- يجب أن يظل مفاوض الاتحاد الأوروبي في تنسيق مستمر وحوار دائم مع المجلس.